# Pat Calathes
Patrick Sean "Pat" Calathes (en griego:  Πάτρικ Σιν Καλάθης , nació el 12 de diciembre de 1985 en Casselberry, Florida) es un exjugador de baloncesto greco-estadounidense. Con 2,08 metros de altura, jugaba en el puesto de pívot. Es hermano de Nick Calathes.

## Trayectoria

### Clubes
| Club                | País       | Año         |
| ------------------- | ---------- | ----------- |
| Maroussi Atenas     | Grecia     | 2008 - 2010 |
| Kolossos Rodou BC   | Grecia     | 2010 - 2011 |
| Panathinaikos BC    | Grecia     | 2011 - 2012 |
| Maccabi Haifa B.C.  | Israel     | 2012 - 2013 |
| B.C. Astana         | Kazajistán | 2013 - 2016 |
| Panathinaikos BC    | Grecia     | 2016        |
| Pallacanestro Cantù | Italia     | 2017        |